# Ernstvuurwerk
Ernstvuurwerk is in Nederland de verzamelnaam voor pyrotechnische middelen voor serieus gebruik, zoals noodsignalen, verlichting en dergelijke. Dit in tegenstelling tot het voor vermaak bestemde lustvuurwerk of kunstvuurwerk, dat in het algemeen spraakgebruik vuurwerk wordt genoemd, zonder verdere toevoeging.
Een voorbeeld van ernstvuurwerk zijn de lichtgevende signaalkogels die kunnen worden afgeschoten om de aandacht te trekken, of om de positie van een persoon of voertuig aan te geven.
De personen die tijdens het huwelijk van Prinses Beatrix en Prins Claus op 10 maart 1966 een rookbom gooiden, werd het onbevoegd afsteken van ernstvuurwerk ten laste gelegd.
Ernstvuurwerk is ook de titel van de tweede verhalenbundel
van de Nederlandse schrijver F.B. Hotz.